# Астраханське ханство
Астраха́нське ха́нство (тат. Xacitarxan xanlığı, Хаҗитархан ханлиги) — татарська феодальна держава, що виникла в результаті розпаду Золотої Орди та існувала в XVI столітті в Нижньому Надволжі.
Столиця — місто Хаджи-Тархан (Аждархан), розташовувалась на правому березі Волги, за 12 км від сучасної Астрахані. Основне населення становили кочові великі ногаї і татари.

## Історія
Нижнє Надволжя, було населено різними тюркськими племенами щонайменше з V сторіччя н. е. Після вторгнення монгольських племен зі сходу і розколу їх імперії, ці терени перебували під владою Золотої Орди. Остання зрештою була зруйнована внутрішніми війнами, після чого з неї виділились Ногайська орда, Казанське й Кримські ханства. Залишок імперії називався Великою Ордою.

### Створення ханства 1466 року
Першим правителем Астрахані став хан Великої Орди Махмуд, особистим улусом якого був Хаджи-Тахан. Коли біля 1460 року Махмуд програв боротьбу за владу у Великій Орді своєму братові Ахмату, він вирушив до Астрахані. 1466 року син Махмуда, Касим (правив до початку 1490-х років) створив Астраханське ханство яке формально підпорядковувалось ханам Золотої (Великої) Орди але фактично проводило самостійну політику. Його розташування в гирлі Волги, відігравало важливу роль на торговельних маршрутах, дозволило йому не тільки накопичити істотне багатство, але і привернути увагу сусідніх держав і кочових племен, що піддали ханство численним вторгненням.
Після плюндрування вятськими ушкуйниками столиці Золотої Орди Нового Сараю у 1472 та її спустошення у 1480 році центр надволзьких татар перемістився до Астрахані.

### Самостійне Астраханське ханство з 1502 року
Повної самостійності Астраханське ханство набуває на початку XVI сторіччя, після остаточного розгрому кримським ханом Менглі-Гиреєм Великої Орди у 1502 році. До цього правителі Астрахані, хоч і мали певну долю самостійності, але були васалами Великої Орди.
З кінця XV століття на Астраханське ханство чинили постійні напади Кримське ханство і Ногайська орда.

### Рід астраханських ханів
Астраханські хани належали до роду Джучидів, бувши нащадками Тука-Тимура, молодшого брата Бату-Хана (Батия). Від останнього він отримав наділ, до якого входили: півострів Мангишлак, Прикаспійська низовина (з Хаджі-Тарханом) і землі асів на північному Кавказі. У 2-й половині XIII ст. Хаджитарханський улус було втрачено Тукатимуридами. В правління Узбека або Джанібека праонук Тука-Тимура — Нумакан (Нумкан) — повернув собі це володіння. Його син Кутлук-Тимур вже титулювався ханом (під час великої зам'ятні) Пізніше вони зайняли престоли в Кримському, Казанському, Астраханському, Бухарському і Касимовському ханствах.

### Хан Абд аль-Керим
Першим самостійним астраханським ханом став Абд аль-Керим (1502 або 1509—1514), син хана Великого Орди Махмуда І, племінник хана Ахмата, брат у перших «Ахматових дітей», — останніх правителів Великого Орди. Достеменно невідомо у якій якості правив в Астрахані Абд аль-Керим у 1502—1508 роках, — як васал Ногайської орди, або як самостійний Астраханський хан.
У 1509 році Ногайська орда та спільне Астраханське ханство спланували похід на Крим, але були розбиті кримським ханом. Це призвело до послаблення Ногайської Орди, та часткового посилення Астраханського ханства (Астрахань здобута не була). Ймовірно, що ногайсько-кримська війна 1509 року призвела до відокрмлення Астраханського ханства від Ногайської орди.

### Хан Джанібек
Після Абд аль-Керима ханом став його брат Джанібек (1514—1521). На тлі кримських набігів на Велике князівство Московське у Астраханського ханства зростають дружні зносини з московитами.
У 1519 році ногайська орда була витіснена на правобережжя Волги казахами де вона тимчасово підкорилася Кримському хану. Між квітнем й серпнем 1521 року хан Джанібек імовірно загинув у бою з ногайцями, після чого астраханським ханом став його син Хусейн.

### Хан Хусейн
Скориставшись походом кримського хана Мехмед І Герая на Москву, хан Хусейн з військом у 580 осіб пограбували Крим. У кінці 1522 року кримський хан Мехмед І, разом з ногайською ордою захопив Астрахань без бою та посадив ханом свого старшого сина Бахадур Герая. Проте у 1523 році Мехмед І та його син Бахадур були вбиті своїми спільниками ногайцями. Ногайці та астраханці переслідували кримське військо, плюндрували Крим протягом місяця та захопили велику здобич. Хусейн повернув собі владу у Астрахані, незважаючи на ворожість до нього ногайців.
Імовірно, деякий час (можливо у 1525—1528 роках) ханом був Шейх-Ахмед, син хана Великої Орди Ахмата, що був відпущений з литовського полону.
Потім ханом став його небіж, син Саїд-Ахмета, Касим, який був приведений до влади ногаями. Проте, не раніше травня 1531 року та не пізніше січня 1532 року, астраханським ханом був Іслам Герай, якому не вдалося стати кримським ханом.
Касим повернув собі владу, але влітку 1532 року був вбитий Аккубеком, що був підриманий черкесами й кабардинцями.
Хан Аккубек був скинутий у 1533 році сином Абд аль-Керима Абд ар-Рахманом, якого підтримали ногаї.
У жовтні 1537 року хана Абд ар-Рахмана скинуто за допомогою ногаїв Дервіш-Алі, який був онуком Шейх-Ахмеда. Невдовзі, влітку 1539 року владу над ханством повернув собі Абд ар-Рахман.
У 1530-ті Астраханське ханство в союзі з Кримським ханством і Ногайською ордою воювало проти Великого князівства Московського. Пізніше, Астрахань була залучена в конфлікти проти Криму вже на стороні Москви.
Після смерті хана Абд ар-Рахмана (у 1543 або 1545 році) до влади повернувся Аккубек. 1546 року Астрахань й ханство були сплюндровані кримським ханом Сахіб І Гераєм. Хан Аккубек був скинутий Ямгурчі за допомогою черкесів у 1546 році.
1550 року козаки з Дону захопили Астрахань й панували тут до 1551 року.

### Підкорення Московським царством
1551 року відновлено владу хана Ямгурчі, який став васалом Московського царства. Невдовзі, він почав шукати союзу з Кримським ханством й у 1552 році пограбував й образив московського посла.
У 1552 московський цар Іван Грозний захопив Казань.
У квітні 1554 році московський цар Іван Грозний спорядив військо на чолі з князем Пронським-Шемякіним до Астрахані. За різними оцінками чисельність війська склала від (вірогідніше) 3 до 30 тисяч осіб. У тому числі у війську були нижегородці, вятчани, пермяки та казанці. Під час походу проти хана Ямгурчі до московського війська приєдналися про-московські ногаї. Астраханський хан не зміг протистояти московитам, тому у липні 1554 року Астрахань була зайнята без бою. Ямгурчі втік у Крим.
Васальним ханом був поставлений Дервіш-Алі.
Ймовірно у березні 1555 року Ямгурчі за підтримки кримського війська та частини Ногайської орди (синів померлого ногайського бея Юсуфа) безуспішно намагався повернутися до Астрахані.
Коли загроза від Кримського ханства минула, хан Дервіш-Алі у кінці 1555 — початку 1556 року потаємно почав з Кримом приготування до війни з Московським царством. У березні 1556 року за доносом ногайського бія Ізмаїла у Москву, Дербеш-Алі разом з кримським загоном вибив з Астрахані московського представника Леонтія Мансурова.
Цар Іван IV відряджає до Астрахані стрілецький загін на чолі з воєводою Іваном Черемисином до Астрахані московських стрільців, які разом долучившимися до них козаками з Дону на чолі з Михайлом Колупаєвим, імовірно, складали 2-3 тисячі осіб. У серпні 1556 року Астрахань була знайдена московсько-козацьким військом пустою. Хан Дервіш-Алі втік у степ з ногаями. Астраханське ханство було приєднано до Московського царства.
Восени 1556 року про-московський ногайський бій Ізмаїл примирився з синами померлого ногайського бія Юсуфа, які були спільниками хана Дервіш-Алі. Разом з ними Ізмаїл розбив астраханського хана, який втік спочатку до Азову й згодом у Мекку.
Після падіння Астраханського ханства калмики атакували Астрахань й витиснули з Надволжя кочових ногаїв.

## Столиця Астрахань
Невідомо, що собою являло місто Астрахань у XV—XVI сторіччя. Ілля Зайцев припускає, що можливо, міста з фортецею не існувало взагалі. Натомість Астраханню могла бути постійна станиця ногайських кочовиків, що могла з часом пересуватися на інше місце. У Розрядній книзі Московського царства залишено такий опис: «А як государеві воєводи на Астрахань приходили, й було в Астрахані два города плетені у комишу да насипані землею». Московське місто Астрахань було засноване вже потім на новому місці на іншому, лівому боці Волги.
Чисельність населення міста складало 10,5—20,5 тисяч осіб, що відоме за повідомленням про події повернення населення у місто разом з колишнім ханом Дервіш-Алі (7000 — 17000 «чорних й кочових», 3000 священства та 500 князів, мірз й уланів).

### Торгівля Астрахані
До сплюндрування Тимуром у 1396 році Хаджи-Тархан був одним з найбільших транзитних торгових центрів. Невідомо наскільки меншою була торгівля у першій половині XVI сторіччя.
На додачу до транзитної торгівлі у Астрахані існувала работоргівля.

## Територія ханства
Східною межею Астраханського ханства, за якою були степи Ногайської орди, була Волга, а у гирлі — її протока Бузан. Південною межею була річка Терек. На півночі ханство сягало округи Волгограда. На заході простягалося до річок Дон та Кубань.

## Військо
Власне військо астраханського ханства було невеликим. Імовірно його чисельність не перевищувала 2-3 тисяч осіб. Астраханські хани переважно спиралися на сили спільників: Ногайську орду й адигів-кабардинців.
Така залежність від ногаїв й відсутність єдності серед них приводила до нестабільності у ханстві. Проте підтримка адигів давала певну свободу й від Ногайської орди. Ефективна політика московського царя по створенню спільників серед ногаїв призвело до безсилля Астраханського ханства протистояти Московському царству.

## Населення
Більшість населення Астраханського ханства були некочовими астраханськими татарами і кочовими ногайцями. Ногайці здебільшого займались тваринництвом, татари були перш за все фермерами, торговцями і майстрами. Торговці займались транзитною торгівлею між Московією, Казанським ханством, Кримом, Центральною Азією, і Кавказьким регіоном.
Дворянство, мало поділ: хан, султан, бек й мурза. Решта частини населення були відомі як кара халік, чорні люди — стандартне тюркське позначення для людей з народу.

### Релігія
Державною релігією був сунізм. Ймовірно була деяка група шиїтів. Серед кочовиків-ногайців зберігалися пережитки язичництва. 

### Господарство ханства
Основою господарства самостійної Астрахані, так само як й за Московського царства, був видобуток солі та рибальство. Видобуток солі був ханської монополією, але рибальство тільки частково належало хану. Було розвинуте садівництво, баштанництво й скотарство. Хліб Астрахань купувала ззовні.

## Список Астраханських ханів
За час існування Астраханського ханства з 1459 по 1556 р. в ньому правило 13 ханів, в середньому одне правління тривало від 7,5 до 8 років.
- Махмуд (Сеїд-Махмуд) — син Кічі-Мухаммеда, 1465—1471/1476
- Касим I 1471/1476—1495
- Абдул-Керім 1495—1504, вперше
- Касим II 1504 — 1509, вперше
- Абдул-Керім 1509—1515, вдруге
- Джанібек 1515—1523
- Хуссейн 1523–1527
- Шейх-Ахмад 1527—1528
- Касим II 1528 — 1531, вдруге
- Іслям Ґерай 1531—1532
- Касим II 1532, втретє
- Ак-Кубек 1532—1533, вперше
- Абдул-Рахман 1533 листопад — 1537, вперше
- Дервіш-Алі 1537—1539, вперше
- Абдул-Рахман 1539—1545, вдруге
- Ак-Кубек 1545—1546, вдруге
- Ямгурчі 1546—1547, вперше
- Ак-Кубек 1547—1549, втретє
- Ямгурчі 1549—1550, вдруге
- Дервіш-Алі 1550—1552, вдруге
- Ямгурчі 1552—1554, втретє
- Дервіш-Алі 1554—1556, втретє